# 전손사

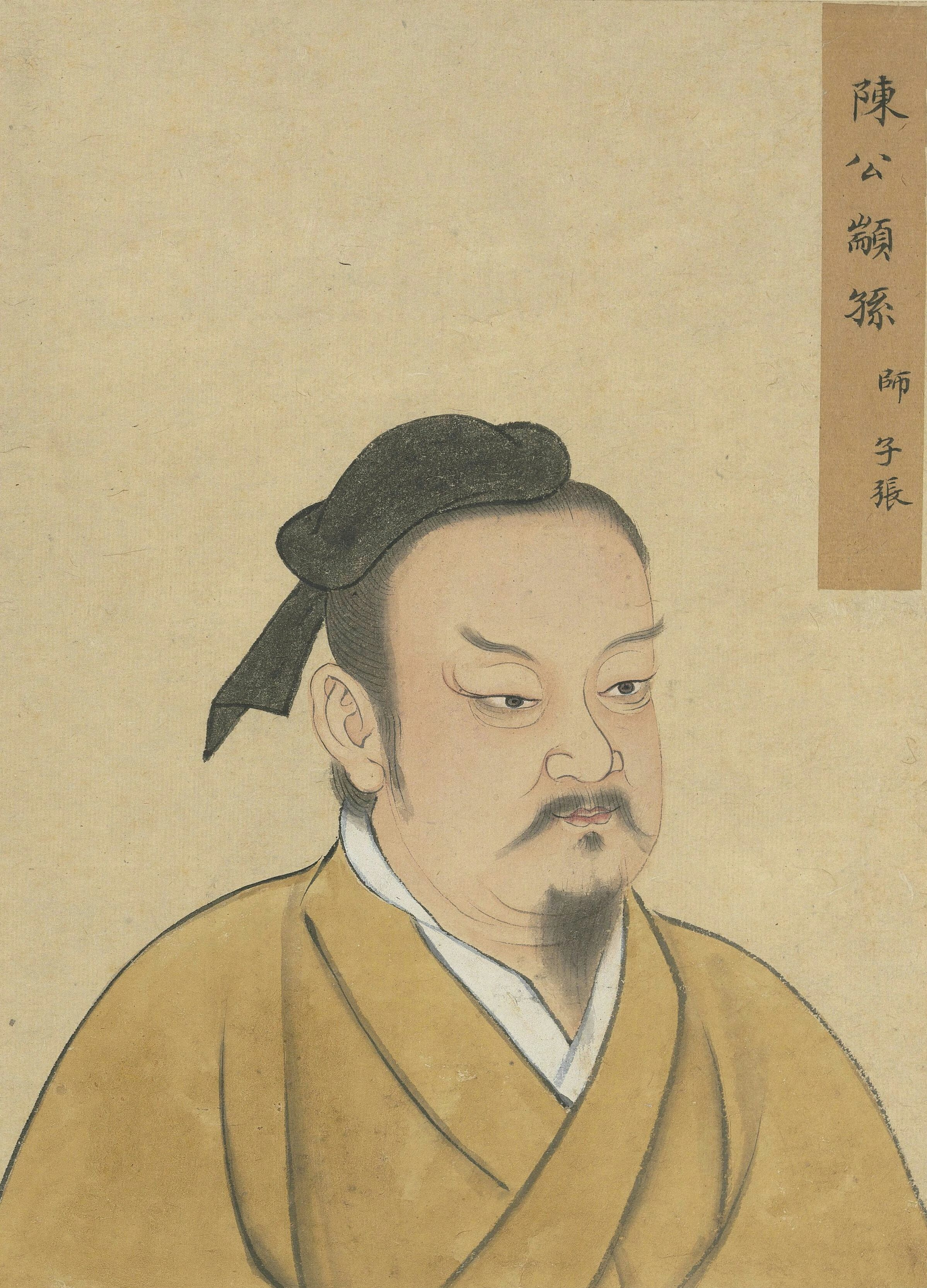

전손 사(顓孫師, 기원전 503년 ~ ?)는 중국 춘추 시대의 사상가 공자의 제자로, 자는 자장(子張)이며 진(陳)나라 사람이다.

## 생애
매사에 의욕적인 인물로 배우는 데도 열의가 있었고, 위급한 것을 보면 생명을 내걸 정도로 의협심이 강했다. 공자보다 48세 아래 후기제자로 공문십철에는 들지 못했다.

## 평가
공자는 자장이 다른 사람에게 과시할 수 있는 외모나 명성, 출세 등에 관심을 집중한다고 보았다. <논어> 「위정편」을 보면 자장이 녹(祿)을 구하는 방법을 배우려 하자 공자께서 말씀하시기를 “많이 듣고 의심스러운 부분은 빼놓고 그 나머지를 조심스럽게 말하면 허물이 적으며, 많이 보고 위태로운 것을 빼놓고 그 나머지를 조심스럽게 행하면 후회하는 것이 적을 것이다. 말에 허물이 적고 행실에 후회함이 적으면 녹은 그 가운데 있는 것이다.” 라고 하여, 자장이 알고 싶어 하는 내용을 알려주지 않고 언행을 삼가는 법에 대해 설명하였다. 공자는 자장이 출세에 너무 관심을 두는 것을 우려했고 또 편벽하다고 생각했다. 자장은 동문수학하는 문인(門人)들로부터도 좋은 평가를 받지 못했다. 자유(子游)는 “나의 벗 자장은 하기 어려운 것을 할 수 있지만, 아직 인(仁)을 이루지는 못했다.” 라고 하였고, 증삼(曾參)은 “당당하구나, 자장이여! 그러나 함께 인(仁)을 행하기는 어렵구나.” 라고 하였다.
자장은 공자에게 가르침을 받을수록 자신의 단점과 잘못을 깨닫고, 이를 극복하여 공자의 문인으로서 가져야 할 삶의 태도를 갖추려고 열심히 노력하였다. 공자에게 묻는 질문도 점차 출세나 명성보다는 사물의 이치나 덕을 높이는 방법 등으로 바뀌었다. 이처럼 자장은 자신의 단점을 극복하기 위해 공자의 가르침을 충실히 실천하려고 노력하였기에, 훗날 자공은 <공자가어> 「제자행편」에서 자장에 대해 “아름다운 공로가 있어도 자랑하지 아니하고, 귀한 지위를 가졌어도 잘한다고 여기지 아니하며, 남을 업신여기거나 안일에 빠지지 아니하고, 고할 데 없는 이들에게 거만하게 굴지 않는 것은 자장의 행동이다.” 라고 평가를 했다.

## 공자 사후의 자장
공자사후에 제자들은 여러 문파로 나뉘었는데, 증자(曾子), 자사(子思)의 계통에 속하는 내성파(안으로 반성. 마음 수양을 중시. 仁중심)가 있었고 자장은 자하, 유약 등과 함께 예(禮)를 중시하는 숭례파를 형성하며 문인들을 가르쳤다.

## 같이 보기
- 공자의 제자